# فرودگاه ناراندرا
فرودگاه ناراندرا (به انگلیسی: Narrandera Airport) یک فرودگاه همگانی با کد یاتا NRA است که یک باند فرود شن دارد و طول باند آن ۱۰۲۰ متر است. این فرودگاه در کشور استرالیا قرار دارد و در ارتفاع ۱۴۴ متری از سطح دریا واقع شده‌است.

## شرکت‌های هواپیمایی و مقصدهای پروازی

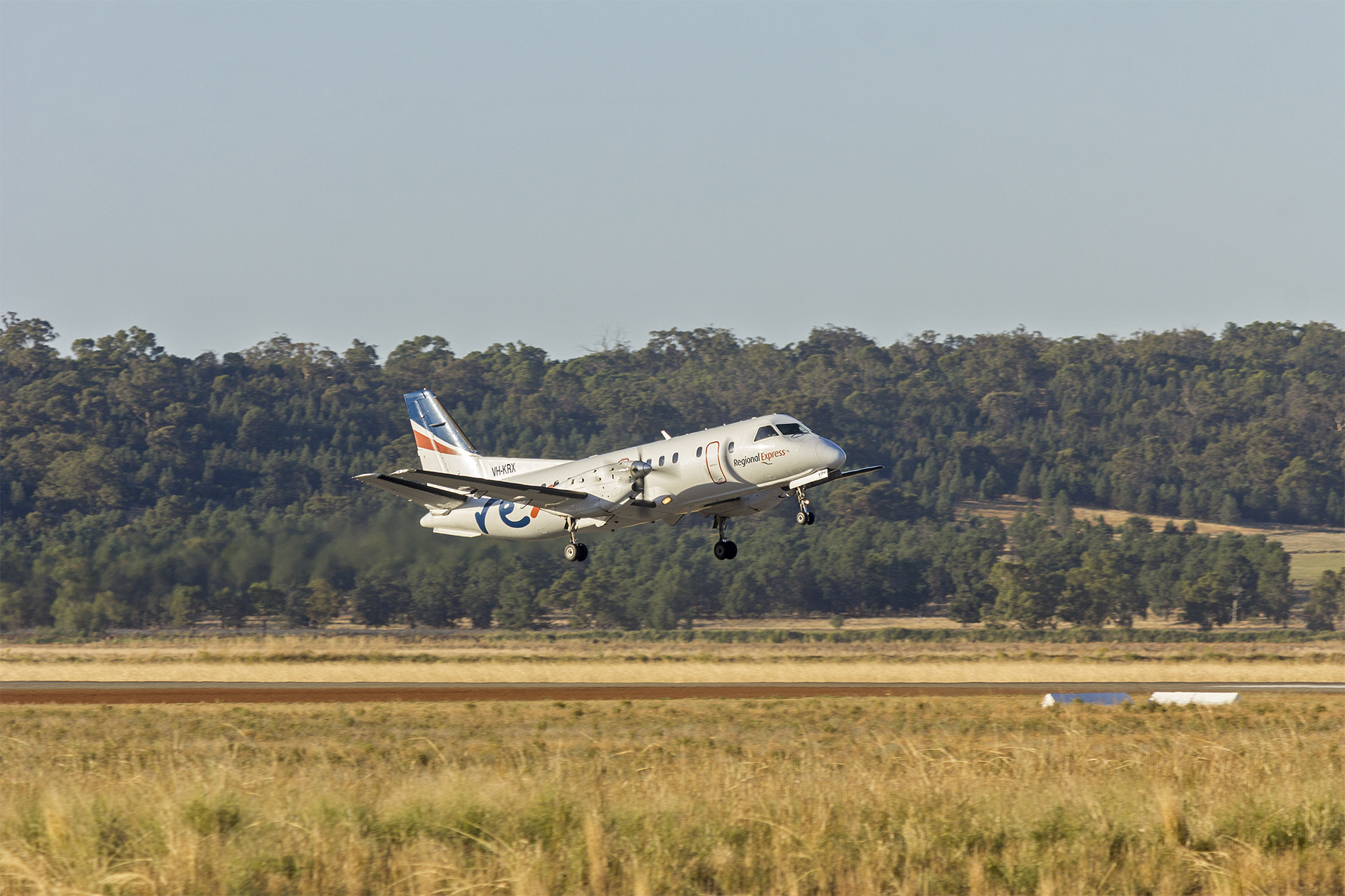
Regional Express Saab 340B taking off

| شرکت‌های هواپیمایی       | مقصدهای پروازی |
| ----------------------- | -------------- |
| رجیونال اکسپرس ایرلاینز | گریفیز، سیدنی  |